# Мутасаррифат Гірського Лівану
33°50′00″ пн. ш. 35°46′00″ сх. д. / 33.833333333333° пн. ш. 35.766666666667° сх. д.
Мутасаррифат Гірського Лівану (араб. مُتَصَرِّفِيَّة جَبَل لُبْنَان, трансліт. Mutaṣarrifiyyat Jabal Lubnān; осман. جَبَلِ لُبْنَان مُتَصَرِّفلِيغى, трансліт. Cebel-i Lübnan Mutasarrıflığı) — адміністративно-територіальна одиниця Османської імперії, автономний округ (санджак). Існував у 1861—1918 роках. Утворився з частини Сидонського еялету. Нині входить до складу Лівану.

## Історія

### Передумови
На території гірської частини Лівану з раннього Середньовіччя мешкали християни-мароніти. Вони зберігали свою автономію за часів Багдадського халіфату та Мамлюкського Єгипту. Після перемоги над мамлюками в битві при Мардж Дабік 1516 року османський султан Селім I дарував землі в південному Лівані Фахр аль-Діну I з династії друзів Маанідів. На цих землях було створено емірат аль-Шуфа. Поступово правителі цієї напівнезалежної держави змогли розширити володіння майже на весь сучасний Ліван. Мааніди правили до 1697 року, коли останній з цього роду емір Ахмад помер, не залишивши спадкоємців. Після цього васали емірату обрали новим еміром Гайдара аль-Шехаба зі значного арабського роду курайшитів. Еміри мали гарні відносини з Францією, звідки з середини XVIII ст. отримували допомогу.
Правління династії Шехаб тривало до 1840 року, коли територія емірату була захоплена британо-османськими військами, а останнього еміра Башира II було відправлено на заслання. Втім, після цього влада султанів у Гірському Лівані була не надто міцною, весь час тривали конфлікти між мусульманами і християнами. У 1842 році за пропозицією впливового австрійського дипломата Клемента фон Меттерніха султан Абдул-Меджид I наказав розділити Гірський Ліван на 2 каймаканства: друзьке (на півдні) та маронітське (на півночі).

### Погроми християн
Втім, постійні конфлікти час від часу спалахували. Водночас стосунки між християнами та мусульманами залишалися напруженими в інших еялетах на Близькому Сході. У 1860 році внаслідок погромів у Дамаску загинуло до 6 тисяч християн Сирії. Це мало відлуння й у Лівані, де друзи атакували маронітів у Бейруті, знищивши 60 сіл, особливо постраждала Дейр ель-Камара. Загалом загинуло до 11 тис. маронітів Лівану. У відповідь Франція відправила експедиційний корпус для допомоги християнам Лівану (у 1861 році повернула його).

### Утворення
5 вересня 1860 року відбулося засідання міжнародної комісії у складі Франції, Великої Британії, Пруссії, Австрійської Російської та Османської імперій. За її результатом було вирішено виокремити частину Гірського Лівану в окремий округ мутасаррифат). У 1861 році було вироблено документ під назвою «Органічний статут Гірського Лівану». Згідно з ним система влади в мутассарифаті мала ґрунтуватися на принципі конфесійної приналежності. У кожному окрузі в складі Гірського Лівану створювалися змішані адміністративні ради і суди з числа представників різних релігійних громад, безпеку на місцях гарантували за допомогою поліцейських формувань з представників місцевих конфесій. Це була перша спроба встановлення системи, за якої враховувалися інтереси різних громад, здійснювалося взаємне ведення адміністративної, судової та поліцейської діяльності. «Органічний статут» діяв до Першої світової війни, і в період його дії в Гірському Лівані зберігалася достатньо стабільна ситуація.
Гірський Ліван користувався широкою автономією від Османської імперії і керувався пашею-християнином. У 1864 році в рамках реформи, що почалася в імперії, статус Гірського Лівану став постійним.

### Ліквідація
Автономія Гірського Лівану була скасована членом військового тріумвірату Джемаль-пашею в 1915 році після початку Першої світової війни. У 1918 році землі Гірського Лівану захоплено британо-французькими військами. У 1920 році після отримання Сирії як мандатної території французький уряд задля зменшення впливу сирійських націоналістів утворив Великий Ліван, куди Гірський Ліван).

## Національно-релігійний склад
У 1895 році християни становили 79.9 % (319,296 осіб), а мусульмани — 20.1 % (80,234 осіб). Ситуація трохи змінилася до початку Першої світової війни: 20,6 % (мусульмани) та 79,4 % (християни).
| релігія        | 1895    | %    | 1913    | %    |
| -------------- | ------- | ---- | ------- | ---- |
| сунніти        | 13,576  | 3.5  | 14,529  | 3.6  |
| шиїти          | 16,846  | 4.3  | 23,413  | 5.5  |
| друзи          | 49,812  | 12.5 | 47,290  | 11.3 |
| мароніти       | 229,680 | 57.5 | 242,308 | 58.3 |
| мелькіти       | 34,472  | 8.5  | 31,936  | 7.7  |
| православні    | 54,208  | 13.5 | 52,536  | 12.8 |
| Інші християни | 936     | 0.3  | 2,882   | 0.7  |
| загалом        | 399,530 | 100  | 414,747 | 100  |

## Адміністрація
На чолі стояв мутасариф зі статусом паши (зазвичай з неліванських громад), затверджувався султаном. В управління спирався на спеціальну раду, членів до якої делегували представники усіх громад — шиїти, мароніти, друзи, православні, сунніти, мелькіти (по 2 особи).
З 1915 році опинилася від владою військової адміністрації, що призначали своїх валі (губернаторів).

## Мутассарифи
- Гарабет Артюн Давудян (Дауд-паша)[en], 1861—1864 роки (вірменська католицька церква)
- Насри Франко Коусса (Франко-паша), 1864—1873 роки (мелькітська церква)
- Рустем Маріані (Рустем-паша), 1873—1883 роки (італійський католик)
- Пашко Вассо Шкодрані, 1883—1892 роки (албанський католик)
- Наум Коусса (Наомі-паша), 1892—1902 роки (мелькітська церква)
- Владислав Чайковський (Музаффар-паша), 1902—1907 роки (польський католик)
- Юсеф Коусса (Юсуф-паша), 1907—1912 роки (мелькітська церква)
- Оганес Коюмдзян (Оганес-паша), 1912—1915 роки (вірменська католицька церква)

## Валі
- Алі Муніф-бей, 1915 рік
- Ісмаїл-бей, 1916—1917 роки
- Мумтаз-бей, 1917—1918 роки

## Нотатки
1. ↑  Також відомий як Санджак Гірського Лівану; осман. جَبَلِ لُبْنَان سَنْجَاغى, трансліт. Cebel-i Lübnan Sancağı, араб. سَنْجَق جَبَل لُبْنَان, трансліт. Sanjaq Jabal Lubnān